# SuperLiga (Ameryka Północna)
SuperLiga – nieistniejące już coroczne klubowe rozgrywki piłkarskie, toczone pomiędzy pierwszoligowymi zespołami z USA (ewentualnie z Kanady, gdyż obydwa kraje posiadają wspólną ligę) i Meksyku. SuperLiga była traktowana jako subregionalny puchar Ameryki Północnej, tak jak CFU Club Championship na Karaibach i Copa Interclubes UNCAF w Ameryce Środkowej. Do SuperLigi w 2007 zespoły były zaproszone do rozgrywek, a później występowały w niej najlepsze drużyny z ligi amerykańskiej, które nie zakwalifikowały się do Pucharu Mistrzów CONCACAF oraz najlepsze w danym sezonie meksykańskie zespoły.

## System rozgrywek
W SuperLidze brało udział 8 zespołów – 4 z Meksyku i 4 z USA. Rozgrywki były podzielone na 2 fazy – grupową i pucharową. W fazie grupowej drużyny były podzielone na grupy A i B. W każdej z grup znajdowały się 2 kluby z Meksyku i 2 z USA. Wszystkie zespoły rozgrywały w grupie 3 mecze. Z każdej grupy wychodziły 2 najlepsze zespoły, następnie spotykały się ze sobą w półfinałach, a dwaj zwycięzcy półfinałów w finale.

## Logo i dewiza
Logo SuperLigi przedstawiało dwa pióra - srebrne i złote - otaczające piłkę. Srebrne pióro symbolizuje USA i Kanadę, a złote Meksyk. Dewiza turnieju po angielsku brzmi "Pride. Honor. Victory.", a po hiszpańsku "Orgullo. Honor. Victoria." Obydwa zwroty w tłumaczeniu na język polski oznaczają "Duma. Honor. Zwycięstwo."

## Poszczególne finały
| Rok            | Finał                  | Finał           | Finał                  |
| Rok            | Zwycięzca              | Wynik           | Drugie miejsce         |
| -------------- | ---------------------- | --------------- | ---------------------- |
| 2007 Szczegóły | Pachuca                | 1 – 1 (4 – 3 k) | Los Angeles Galaxy     |
| 2008 Szczegóły | New England Revolution | 2 – 2 (6 – 5 k) | Houston Dynamo         |
| 2009 Szczegóły | Tigres UANL            | 1 – 1 (4 – 3 k) | Chicago Fire           |
| 2010 Szczegóły | Morelia                | 2 – 1           | New England Revolution |

## Statystyki
| Drużyna                | Zwycięstwa | Drugie miejsca | Lata zwycięstw | Lata drugich miejsc |
| ---------------------- | ---------- | -------------- | -------------- | ------------------- |
| Pachuca                | 1          | 0              | 2007           |                     |
| New England Revolution | 1          | 1              | 2008           | 2010                |
| Tigres UANL            | 1          | 0              | 2009           |                     |
| Morelia                | 1          | 0              | 2010           |                     |
| Los Angeles Galaxy     | 0          | 1              |                | 2007                |
| Houston Dynamo         | 0          | 1              |                | 2008                |
| Chicago Fire           | 0          | 1              |                | 2009                |

| Kraj              | Zwycięstwa | Drugie miejsca |
| ----------------- | ---------- | -------------- |
| Meksyk            | 3          | 0              |
| Stany Zjednoczone | 1          | 4              |

| Rok  | Zawodnik       | Drużyna                | Gole |
| ---- | -------------- | ---------------------- | ---- |
| 2007 | Landon Donovan | Los Angeles Galaxy     | 4    |
| 2008 | Stuart Holden  | Houston Dynamo         | 3    |
| 2008 | Shalrie Joseph | New England Revolution | 3    |
| 2008 | Ante Razov     | Chivas USA             | 3    |
| 2009 | Armando Pulido | Tigres UANL            | 3    |
| 2010 | Miguel Sabah   | Morelia                | 4    |

| Zawodnik            | Gole |
| ------------------- | ---- |
| Landon Donovan      | 4    |
| Luis Gabriel Rey    | 4    |
| Miguel Sabah        | 4    |
| Arturo Alvarez      | 3    |
| Mkhokheli Dube      | 3    |
| Alan Gordon         | 3    |
| Stuart Holden       | 3    |
| Shalrie Joseph      | 3    |
| Abdoulie Mansally   | 3    |
| Rafael Márquez Lugo | 3    |
| Joseph Ngwenya      | 3    |
| Armando Pulido      | 3    |
| Ante Razov          | 3    |